# 俄耳甫斯蛋
奧菲斯蛋是古希臘奧菲斯傳說裡的宇宙蛋，從其中孵化出原始的雌雄間性神祇法涅斯／原始神（Protogonus）──並且還與宙斯、潘、墨提斯、厄洛斯、伊基帕洛斯以及布洛弥俄斯各尊神明等同得──祂並轉而創造其他的神祇。這個蛋通常被描述為一條蛇纏繞著它。

## 象徵主義
為了提供比較，本章節有關文獻引用將采取保留中文、英文兩部分以供參照。

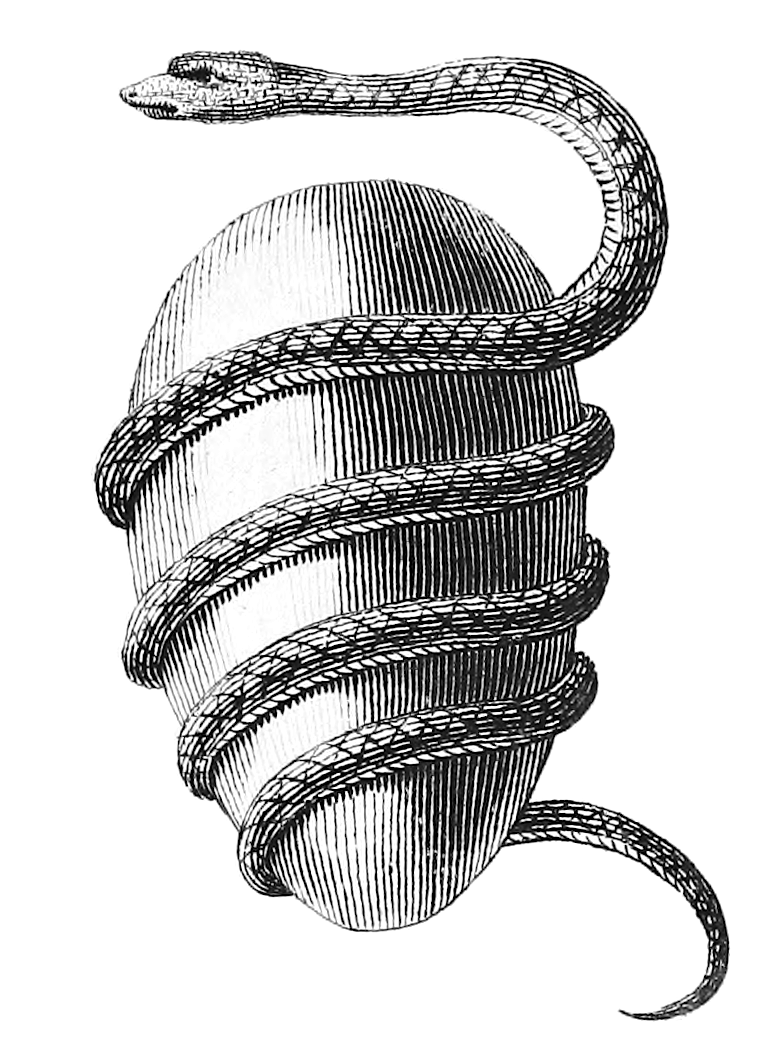
雅各布·布萊恩特（Jacob Bryant）所畫的俄耳甫斯蛋（1774年）

這個蛋象徵在希臘的俄耳甫斯宗教中的信仰與信念，即為宇宙起源於銀色的蛋之內。從這個蛋裡出生的第一個化身，在一個古老的讚美詩描述，即為法涅斯－狄俄倪索斯（Phanes-Dionysus），祂是光明的化身。
在希臘神話中，特別是俄耳甫斯的思想，法涅斯是擁有黃金羽翼的太初神祇（Primordial Being），他是從這光芒耀眼的宇宙蛋中孵化而出，這即是宇宙本源。名為原始神（Protogonos，初生）以及厄洛斯（Eros，愛） ——正是眾神與人類誕生的根源 ——法涅斯意義為“顯示者（Manifestor）” 或是 “啟示者（Revealer）”，並且與希臘字的“光（light）”以及“要發出光來（to shine forth）”有關。

一篇古老的俄耳甫斯讚美詩對法涅斯的致詞由此：
中文：因神圣而妙不可言的，隱藏玄祕的，輝煌卓越的繼承者，祂的動作呼呼作声地飞，祢疏散了在祢眼前佈置的這黑暗薄幕並且，拍打祢的雙翼，祢在四周飛快移動，並且通過這世界祢帶來了純粹的光明。

英文：Ineffable, hidden, brilliant scion, whose motion is whirring, you scattered the dark mist that lay before your eyes and, flapping your wings, you whirled about, and through this world you brought pure light.
 — 俄耳甫斯讚美詩